# Landolphia maxima
Landolphia maxima là một loài thực vật có hoa trong họ La bố ma. Loài này được (K.Schum. ex Hallier f.) Pichon mô tả khoa học đầu tiên năm 1953.